# Delika Food Group
Delika Food Group A/S er en dansk fødevarevirksomhed, der fører et stort udvalg af ost, kødpålæg og charcuteri under forskellige mærker. Virksomheden har egen produktion, men fungerer også som fødevaregrossist. Deres mærker inkluderer det oprindelige Delika (1985), Hammel, Carl Vollstedt, Mads Skjern, Allans Guld, Sørwi, Delicias og Defco. Delika Food har hovedkvarter i Horsens med afdelinger i Engesvang, Aalborg, Aarhus, Haderslev, Christiansfeld og Hedehusene.
Virksomheden har de senere år vækstet igennem opkøb af flere danske fødevarevirksomheder og i regnskabsåret 2023/24 nåede de en omsætning på 949 mio. kr.[kilde mangler] I det samme regnskabsår havde de 348 ansatte.[kilde mangler] I 2021 valgte Kurt Møller og Tom Elert Christensen at sælge Delika Food Group til kapitalfonden Erhvervsinvest.